# Nuoto sincronizzato ai Giochi della XXVIII Olimpiade
Il Nuoto sincronizzato alle Olimpiadi estive 2004 si è tenuto all'Athens Olympic Aquatic Centre dove 104 atleti hanno gareggiato per 2 medaglie d'oro nelle competizioni in coppia e a squadre.

## Medaglie
| Evento             | Oro | Argento | Bronzo |
| Duo (dettagli)     | Russia Anastasija Davydova Anastasia Ermakova | Giappone Miya Tachibana Miho Takeda                                                                                 | Stati Uniti Alison Bartosik Anna Kozlova |
| Squadre (dettagli) | Russia Elena Azarova Ol'ga Brusnikina Anastasija Davydova Anastasia Ermakova Ėl'vira Chasjanova Maria Kiseleva Ol'ga Novokščenova Anna Šorina Marija Gromova | Giappone Michiyo Fujimaru Saho Harada Kanako Kitao Emiko Suzuki Miya Tachibana Miho Takeda Juri Tatsumi Yoko Yoneda | Stati Uniti Alison Bartosik Tamara Crow Erin Dobratz Rebecca Jasontek Anna Kozlova Sara Lowe Lauren McFall Stephanie Nesbitt Kendra Zanotto |

## Medagliere
| Posizione | Paese       |   |   |   | Totale |
| --------- | ----------- | - | - | - | ------ |
| 1         | Russia      | 2 | 0 | 0 | 2      |
| 2         | Giappone    | 0 | 2 | 0 | 2      |
| 3         | Stati Uniti | 0 | 0 | 2 | 2      |
| Totale    | Totale      | 2 | 2 | 2 | 6      |